# Regal Zonophone Records
Regal Zonophone Records fue una discográfica con base en el Reino Unido, fundada en 1932 por medio de la fusión entre las discográficas Regal y Zonophone. La compañía produjo trabajos para artistas y bandas de renombre como Procol Harum, The Move, Joe Cocker, Tyrannosaurus Rex, Geordie, Dave Edmunds y Gracie Fields.